# Доттер
Доттер (швед. Dotter; настоящее имя — Йоханна Мария Янссон; род. 10 июня 1987, Арвика-Эстра, Вермланд) — шведская певица и автор песен. Она заняла 2 место в конкурсе Melodifestivalen 2020 со своей песней «Bulletproof».

## Жизнь и карьера
Доттер родилась 10 июня 1987 года в Арвике. Позже она переехала в Стокгольм и училась в музыкальной школе «Kulturama». Ещё тогда она выбрала сценическое имя «Dotter» (дочь), потому что считает себя «дочерью Матери-Земли» из-за своего веганского образа жизни. По её словам, огромное влияние на неё оказали эти исполнители и музыкальные группы: Jefferson Airplane, Джони Митчелл, First Aid Kit, Florence and the Machine. Её дебютный сингл «My Flower» был выпущен в 2014 году, а позже она выступила в шоу «Musikhjälpen», которое транслировалась на Sveriges Television.
Доттер является соавтором песни «A Million Years» Мариетты Ханссон для Melodifestivalen 2017, которая заняла 4 место.
В следующем году Доттер выступила в качестве вокалиста в Melodifestivalen 2018 с песней «Cry». Несмотря на то, что она была фаворитом на конкурсе, она заняла 6 место в полуфинале.
Она была соавтором песни «Victorious» в исполнении Лины Хедлунд в Melodifestivalen 2019, которая заняла 11 место в финале.
Год спустя Доттер вернулась в качестве исполнителя, выступая на Melodifestivalen 2020 с песней «Bulletproof». Она заняла 2 место, набрав в общей сложности 136 баллов, уступив группе The Mamas всего на один балл.
В 2021 году участвовала в Melodifestivalen 2021 с песней «Little tot». Вышла в финал из второго полуфинала вместе с Антоном Эвальдом и заняла 4 место, набрав 105 баллов.
В 2024 году приняла участие в Melodifestivalen 2024 с песней «It's Not easy to Write a Love Song». Прошла в финал, где заняла последнее место, получив 34 балла (26 от судей + 8 от зрителей).